# Mull Hill

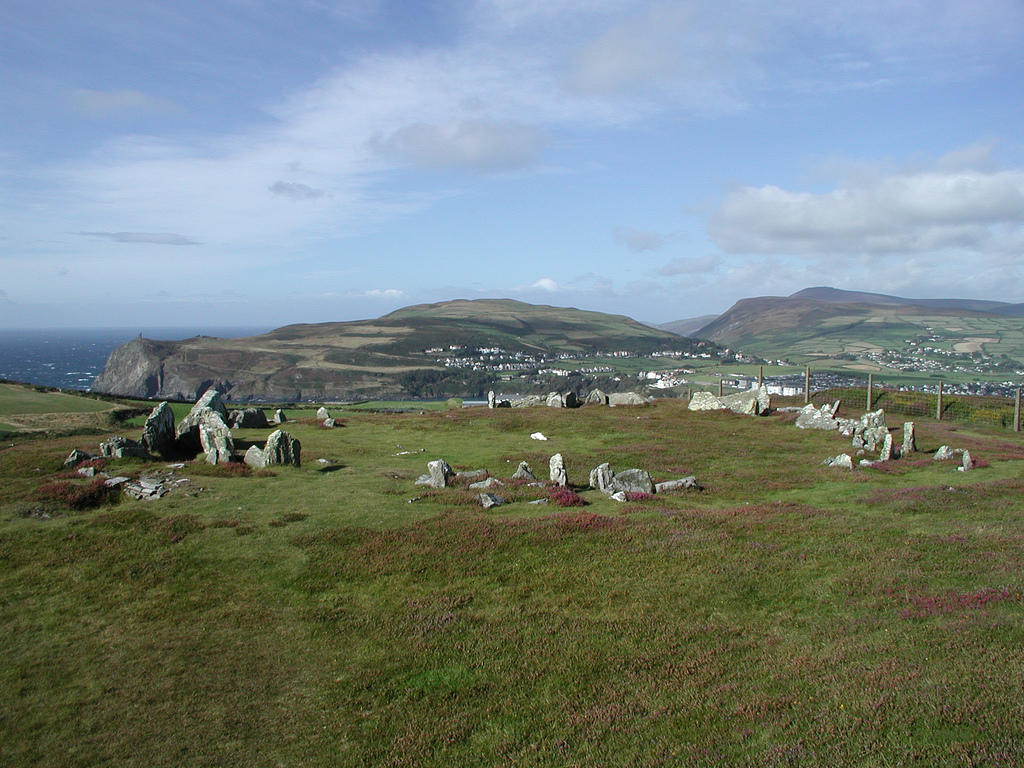
Kullen Mull Hill

Mull Hill, kallas också för Meayll Hill eller The Mull är en kulle på den södra delen av Isle of Man just utanför den lilla staden Cregneash. Kullen som är 169 meter hög är platsen för ett gravmonument ifrån den yngre stenåldern (Neolitikum) som kallas för Mullcirkeln eller Meayllcirkeln.
Ordet Mull på manx betyder kal eller naken.